# Барон Сэй и Сил

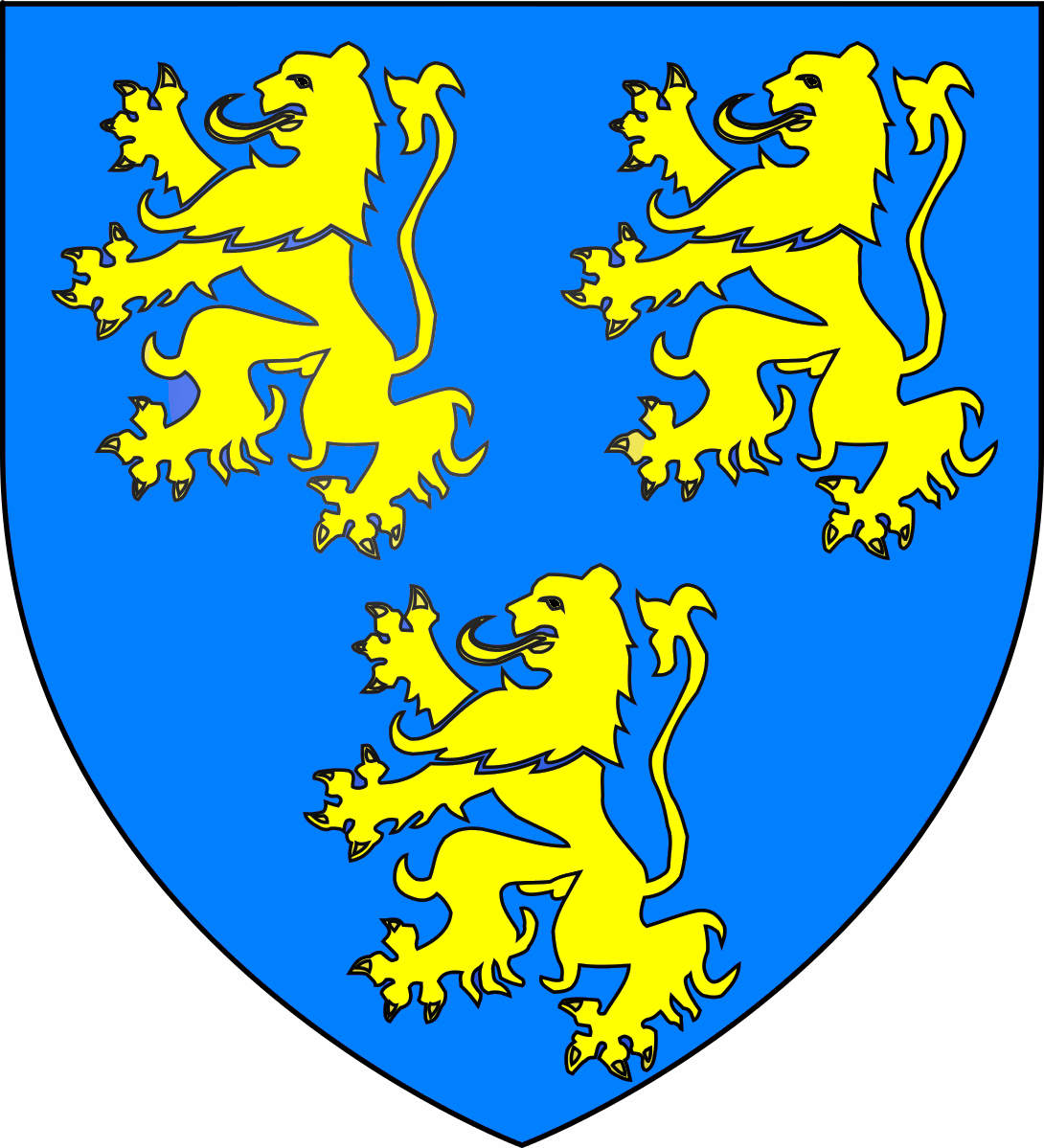
Герб Файнсов, баронов Сэй и Сил

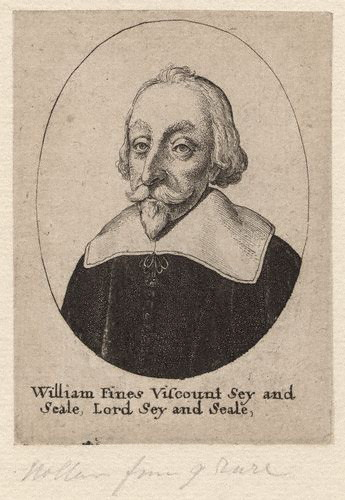
Уильям Файнс, 1-й виконт Сэй и Сил

Барон Сэй и Сил — наследственный титул в системе пэрства Англии, существующий в настоящее время.

## История
Титул барона Сэй и Сил был создан в феврале 1447 года для английского государственного деятеля и военного Джеймса Файнса (около 1395—1450), в награду за его заслуги во время Столетней войны. Джеймс занимал посты лорда-хранителя пяти портов (1447—1450) и лорда-казначея (1449—1450). Его сын Уильям, 2-й барон, погиб в битве при Барнете в 1471 году. Сын Уильяма Генри Файнс (примерно 1460—1476) был известен как лорд Сэй и Сил, но никогда не вызывался в парламент. Его потомок Ричард Файнс, де-юре 7-й барон Сэй и Сил (примерно 1557—1613), унаследовал титул в 1573 году. На протяжении многих лет он оставался не признан в качестве барона и только 9 августа 1603 года получил от короля Якова I патент, подтверждающий право на титул.
Уильям Файнс, 8-й барон Сэй и Сил (1582—1662), 7 июля 1624 года получил титул виконта Сэя и Сила (пэрство Англии). Ему наследовал старший сын Джеймс (около 1602—1674). Он заседал в Палате общин Англии от Банбери (1625), Оксфордшира (1626—1629, 1640—1648, 1660—1661), а также занимал пост лорда-лейтенанта Оксфордшира (1668—1674). После смерти Джеймса титулы барона и виконта были разделены. Баронство оказалось в состоянии ожидания, на него претендовали дочери покойного Элизабет, жена Джона Туислтона, и Фрэнсис, жена Эндрю Эллиса. Титул виконта, который мог наследоваться только по мужской линии, получил племянник Джеймса Уильям Файнс (примерно 1641—1698). Сын Уильяма Натаниел, 4-й виконт Сэй и Сил, умер в 1710 году, не оставив сыновей, и его преемником стал двоюродный брат Лоуренс Файнс (примерно 1690—1742). Лоуренсу наследовал другой двоюродный брат Ричард Файнс. После его смерти в 1781 году титул виконта перешёл в состояние ожидания.
Из всех претендентов на баронский титул к 1715 году осталась в живых только Сесил Туислтон, внучка 2-го виконта Сэя и Сила. В 1781 году баронский титул получил её правнук, генерал-майор Томас Туислтон (1735—1788), который стал 13-м бароном Сэй и Сил. Его сын Грегори, 14-й барон (1769—1844), принял дополнительную фамилию «Эрдли и Файнс» в 1825 году. Его преемником стал сын, Уильям Эрдли-Туислтон-Файнс, 15-й барон Сэй и Сил (1798—1847), которому наследовал двоюродный брат Фредерик (1799—1887). В 1849 году 16-й барон принял двойную дополнительную фамилию Уайкхем-Файнс (первый виконт Сэй и Сил был потомком сестры и наследницы Уильяма Уайкхема (1320/1324 — 1404). Его внук Джеффри Туилстон-Викем-Файнс, 18-й барон Сэй и Сил (1858—1937), служил контролером двора (1912—1915) в либеральной администрации Герберта Генри Асквита. По состоянию на 2007 год носителем титула являлся его внук Натаниел Файнс, 21-й барон Сэй и Сил (родился в 1920). В 1965 году он отказался от дополнительных фамилий «Туислтон и Викем».
Еще одним известным членом семьи был либеральный политик сэр Юстас Эдвард Файнс (1864—1943), второй сын 17-го барона, который представлял Банбери в Палате общин (1906—1910, 1910—1918), а также занимал должности губернатора Сейшельских островов (1918—1921) и Подветренных островов (1921—1929). В 1916 году для него был создан титул баронета из Банбери в Оксфордшире. По состоянию на 2024 год этот титул принадлежит его внуку, сэру Ранульфу Туислтону-Викему-Файнсу, 3-му баронету из Банбери (родился в 1944). Английские актёры, братья Рэйф Файнс (родился в 1962) и Джозеф Файнс (родился в 1970), происходят из младшей ветви семьи, будучи потомками 16-го барона.

## Барон Сэй и Сил (1447)
- 1447—1450: Джеймс Файнс, 1-й барон Сэй и Сил (ок. 1395 — 4 июля 1450), сын сэра Уильяма Файнса (1357—1402)[1]
- 1450—1471: Уильям Файнс, 2-й барон Сэй и Сил (ок. 1428 — 14 апреля 1471), сын предыдущего[2]
- 1471—1746: Генри Файнс, 3-й барон Сэй и Сил (ок. 1460 — 1 августа 1476), сын предыдущего[3]
- 1476—1501: Ричард Файнс, 4-й барон Сэй и Сил (1471 — 30 сентября/1 октября 1501), сын предыдущего[4]
- 1501—1528: Эдвард Файнс, 5-й барон Сэй и Сил (ок. 1500 — 7 марта 1528), сын предыдущего[5]
- 1528—1573: Ричард Файнс, 6-й барон Сэй и Сил (ок. 1520 — 3 августа 1573), сын предыдущего[6]
- 1573—1613: Ричард Файнс, 7-й барон Сэй и Сил (ок. 1557 — 6 февраля 1613), сын предыдущего[7]
- 1613—1662: Уильям Файнс, 8-й барон Сэй и Сил (28 мая 1582 — 14 апреля 1662), единственный сын предыдущего, виконт Сэй и Сил с 1624 года[8].

## Виконт Сэй и Сил (1624)
- 1624—1662: Уильям Файнс, 1-й виконт Сэй и Сил, 8-й барон Сэй и Сил (28 мая 1582 — 14 апреля 1662), единственный сын Ричарда Файнса, 7-го барона[8]
- 1662—1674: Джеймс Файнс, 2-й виконт Сэй и Сил, 9-й барон Сэй и Сил (ок. 1603 — 15 марта 1674), старший сын предыдущего[9]
- 1674—1698: Уильям Файнс, 3-й виконт Сэй и Сил (ок. 1641 — 9 декабря 1698), сын Натаниела Файнса (ок. 1608—1669), племянник предыдущего[10]
- 1698—1710: Натаниел Файнс, 4-й виконт Сэй и Сил (23 октября 1676 — 2 января 1710), единственный сын предыдущего[11]
- 1710—1742: Лоуренс Файнс, 5-й виконт Сэй и Сил (ок. 1690 — 27 декабря 1742), сын полковника Джона Файнса, внук 1-го виконта, двоюродный дядя предыдущего[12]
- 1742—1781: Ричард Файнс, 6-й виконт Сэй и Сил (8 июля 1716 — 29 июля 1781), сын преподобного Ричарда Файнса (ок. 1674 — 1722), внук Ричарда Файнса (ум. 1674), правнук 1-го виконта Сэй и Сил, двоюродный племянник предыдущего[13].

## Бароны Сэй и Сил (продолжение креации 1603 года)
- 1715—1723: Сесил Туислтон, де-юре 10-я баронесса Сэй и Сил (ум. 1723), дочь полковника сэра Джона Туислтона, 1-го баронета (ум. 1682), и Элизабет Файнс (ок. 1631—1674), дочери Джеймса Файнса, 2-го виконта Сэй и Сил. Жена Джорджа Туислтона[14]
- 1723—1730: Полковник Файнс Туислтон, де-юре 11-й барон Сэй и Сил (1670 — 4 сентября 1730), единственный сын предыдущей[15]
- 1730—1763: Джон Туислтон, де-юре 12-й барон Сэй и Сил (1698—1763), единственный сын полковника сэра Джона Туислтона, 1-го баронета (ум. 1682), и Элизабет Файнс (ок. 1631—1674), дочери Джеймса Файнса, 2-го виконта Сэй и Сил[16]
- 1781—1788: Генерал-майор Томас Туислтон, 13-й барон Сэй и Сил (ок. 1735 — 1 июля 1788), второй сын Джона Туислтона (1697/1698 — 1763), внук полковника Файнса Туислтона (ок. 1670—1730)[17]
- 1788—1844: Грегори Уильям Эрдли-Туислтон-Файнс 14-й барон Сэй и Сил (14 апреля 1769 — 13 ноября 1844), старший сын предыдущего[18]
- 1844—1847: Уильям Томас Эрдли-Туислтон-Файнс, 15-й барон Сэй и Сил (24 апреля 1798 — 31 марта 1847), единственный сын предыдущего[19]
- 1847—1887: Преподобный Фредерик Бенджамин Туислтон-Викем-Файнс, 16-й барон Сэй и Сил (4 июля 1799 — 26 мая 1887), старший сын достопочтенного Томаса Джеймса Туислтона (1770—1824), внук 13-го барона[20]
- 1887—1907: Джон Файнс Туислтон-Викем-Файнс, 17-й барон Сэй и Сил (28 февраля 1830 — 8 октября 1907), старший сын предыдущего[21]
- 1907—1937: Джеффри Сесил Туислтон-Викем-Файнс, 18-й барон Сэй и Сил (3 августа 1858 — 2 февраля 1937), старший сын предыдущего[22]
- 1937—1949: Майор Джеффри Руперт Сесил Туислтон-Викем-Файнс, 19-й барон Сэй и Сил (27 декабря 1884 — 18 февраля 1949), старший сын предыдущего[23]
- 1949—1968: Иво Мюррей Туислтон-Викем-Файнс, 20-й барон Сэй и Сил (15 декабря 1885 — 21 октября 1968), второй сын 18-го барона, младший брат предыдущего[24]
- 1968—2024: Натаниел Томас Аллен Файнс, 21-й барон Сэй и Сил (22 сентября 1920 — 20 января 2024), старший сын предыдущего[25]
- 2024 — настоящее время: Мартин Гай Файнс, 22-й барон Сэй и Сил (род. 27 февраля 1961), второй сын предыдущего[26]
  - Наследник титула: Гай Файнс (род. 8 марта 1997), старший сын предыдущего[27].